# Fatima Al Qadiri
Fatima Al Qadiri (àrab: فاطمة القديري, Fāṭima al-Qadīrī) (Dakar, juliol de 1981) és una música i artista conceptual kuwaitiana nascuda al Senegal.

## Biografia
Fatima Al Qadiri és filla de Mohammed Al Qadiri, un antic diplomàtic i escriptor kuwaitià, i de Thuraya Al-Baqsami, una artista i escriptora reconeguda internacionalment. La seva germana és l'artista visual Monira Al Qadiri. Va néixer a Dakar, Senegal, el juliol de 1981, on el seu pare treballava com a diplomàtic. Va tornar a Kuwait amb la seva família als dos anys i, als disset anys, Al Qadiri es va graduar a l'escola secundària a Kuwait i va continuar una educació universitària als Estats Units. Amb beques del Ministeri d'Educació Superior de Kuwait, Al Qadiri va assistir breument a diverses universitats (Universitat Estatal de Pennsilvània, Universitat George Washington i la Universitat de Miami) abans de transferir-se a la Universitat de Nova York i obtenir una llicenciatura en lingüística als vint-i-dos anys. Després d'estudiar, es va establir a diverses ciutats abans de tornar als Estats Units el 2007.

## Carrera
L'octubre de 2010, Al Qadiri va produir Muslim Trance, un mini-mix per a DIS magazine sota l'àlies Ayshay, que va cridar l'atenció. També va començar el seu bloc Global .Wav a DIS Magazine a principis d'aquest any. El 2011, Al Qadiri i l'artista kuwaitià Khalid Al Gharaballi van rebre una beca del Fons Àrab per a les Arts i la Cultura per produir una instal·lació de vídeo i escultura titulada Mendeel Um A7mad (NxIxSxM) mostrada a la Contemporary Art Platform (CAP) Kuwait el 2012.
Del 2011 al 2012, Al Qadiri va llançar diversos EP amb els segells Fade to Mind, UNO i Tri Angle (sota el nom d'Ayshay).
El març de 2013, Al Qadiri es va convertir en membre del col·lectiu d'art de 9 (ara 8) persones GCC, el treball del qual s'ha exposat al MoMA PS1, Fridericianum, Sharjah Art Foundation i Museu Whitney d'Art Americà.
El seu àlbum de debut, Asiatisch, fou llançat per Hyperdub.
També forma part del grup Future Brown, una col·laboració amb Asma Maroof i Daniel Pineda de Nguzunguzu i J-Cush de Lit City Trax. El seu àlbum homònim es va publicar a Warp Records el 2015.

## Artística
Des de maig de 2017, Fatima Al Qadiri va produir la seva música amb una configuració d'un controlador MIDI de 88 tecles, monitors d'estudis, un micròfon i l'estació de treball d'àudio digital Logic Pro, un programa que havia utilitzat des del 2001.

## Obres publicades
- Mahma Kan Athaman (amb Khalid al Gharaballi, Sophia Al Maria i Babak Radboy) publicat per Bidoun magazine, Issue 20, New York, 2010.[11]
- Pâté (amb Lauren Boyle) publicat per Common Space, New York, 2011.[12]

## Discografia

### Àlbums d'estudi
- Asiatisch (2014), Hyperdub
- Brute (2016), Hyperdub
- Medieval Femme (2021), Hyperdub

### EPs
- Warn-U (2011), Tri Angle
- Genre-Specific Xperience (2011), UNO
- GSX Remixes (2012), UNO
- Desert Strike (2012), Fade to Mind
- Shaneera (2017)

### Bandes sonores de pel·lícules
- Atlantique (2019)
- La abuela (2021)